# Mike Allen (homme politique, 1960)
Pour les articles homonymes, voir Michael Allen et Allen.
Michael Allen (né le 20 novembre 1960 à Fredericton) est un homme politique canadien ; il a été député à la Chambre des communes du Canada, représentant la circonscription néo-brunswickoise de Tobique—Mactaquac sous la bannière du Parti conservateur du Canada de 2006 à 2015. Il ne s'est pas représenté lors des élections générales de 2015.